# P-adische Gruppe
In der Mathematik werden algebraische Gruppen über p-adischen Körpern als p-adische Gruppen bezeichnet.

## Definition
Eine p-adische Gruppe ist die Menge der {\displaystyle \mathbb {Q} _{p}}-rationalen Punkte einer über {\displaystyle {\overline {\mathbb {Q} _{p}}}} definierten algebraischen Gruppe.
Hierbei bezeichnet {\displaystyle \mathbb {Q} _{p}} den Körper der p-adischen Zahlen und {\displaystyle {\overline {\mathbb {Q} _{p}}}} seinen algebraischen Abschluss.

## Linearität
Jede p-adische Gruppe ist linear, kann also als Gruppe von Matrizen mit Einträgen in {\displaystyle \mathbb {Q} _{p}} realisiert werden.

## Analytizität
Jede p-adische Gruppe ist eine p-adische Lie-Gruppe, die Umkehrung gilt im Allgemeinen nicht.